# Hexakosioihexekontahexaphobie

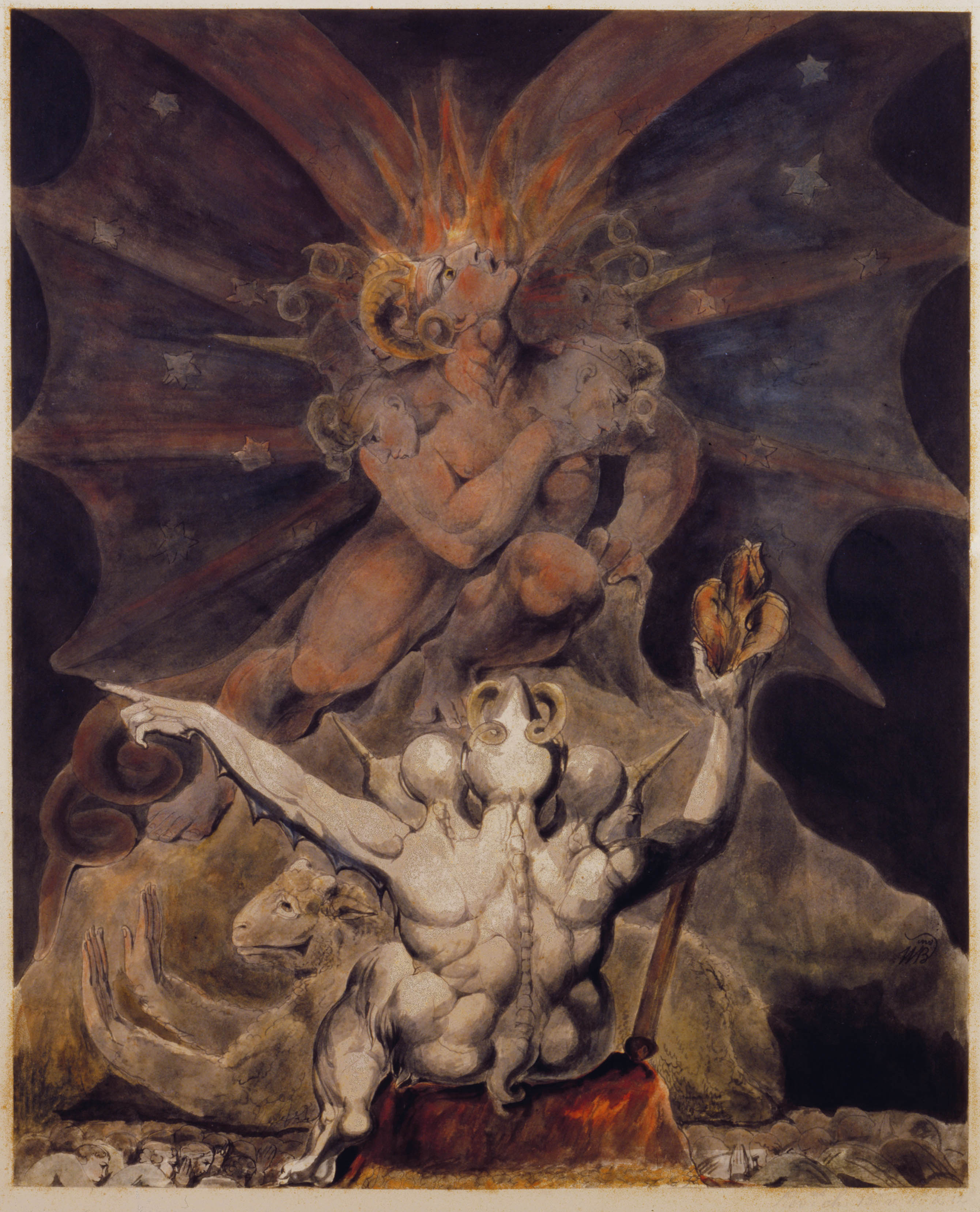
Gemälde "Die Zahl der Bestie ist 666" von William Blake

Zeichnung mit der Zahl "666".

Hexakosioihexekontahexaphobie (wörtlich "Angst vor der Zahl 666": im Altgriechischen steht "ἑξακόσιa ἑξήκοντα ἕξi", oder "Hexakosioihexekontahexa für 666 und phobos für Angst ") ist eine Angst, die ihren Ursprung in Vers 13:18 der Offenbarung hat, einem der Bücher der Bibel. Dieser Vers zeigt an, dass die Zahl 666 die Zahl des Tieres ist, welche mit Satan oder dem Antichristen in Verbindung gebracht wird. Neben dem christlichen Glauben wurde diese Angst populär gemacht, indem die Zahl 666 in Horrorfilmen, Popkultur sowie Rockmusik als Symbol verwendet wurde.

## Aberglaube
Frauen haben sich besorgt über die Geburt eines Kindes am 6. Juni 2006 geäußert.
Ein berühmtes Beispiel sind Nancy und Ronald Reagan, die 1989, als sie in ihr Haus in Bel Air (Los Angeles) umzogen, ihre Adresse von 666 St. Cloud Road zu 668 St. Cloud Road geändert haben.
Im Jahr 2007 berichtete die BBC über den Fall von Einwohnern der Stadt Reeves, in Louisiana (USA), die nach mehrjährigen Anfragen die lokale Telefonvorwahl von 666 auf 749 ändern konnten.
Die von der Organisation Jugend mit einer Mission herausgegebenen Sammlungen von Lobliedern enthalten kein Lied mit Nr. 666.
Es wurde spekuliert, dass das Firmenlogo von Procter & Gamble die spiegelbildlichen Zahlen 666 enthielt und dass ein Teil des Gewinns an eine satanische Kirche gespendet wurde. Seit 1995 hat Procter & Gamble mehrere Klagen gegen einen Wettbewerber erhoben, der dieses Gerücht verbreitet hat.

## Ähnliche Artikel
- Nummer des Tieres, zitiert in der Offenbarung.
- Paraskevidekatriaphobie, Angst vor Freitag dem dreizehnten
- Triskaidekaphobie, Angst vor der Zahl dreizehn

## Bibliographie
- Ian Stewart: Professor Stewarts mathematische Detektivgeschichten. Rowohlt Verlag GmbH, Reinbek 2015, ISBN 978-3-644-55451-1.